# Parlatoria fulleri
Parlatoria fulleri är en insektsart som beskrevs av Morrison 1939. Parlatoria fulleri ingår i släktet Parlatoria och familjen pansarsköldlöss. Inga underarter finns listade i Catalogue of Life.